# Лобачёва, Елена Николаевна
Елена Николаевна Лобачёва — доктор экономических наук, профессор, член Союза писателей России, заведующая кафедрой «Экономическая теория» и преподаватель МГТУ им. Н. Э. Баумана, почётный работник высшего профессионального образования Российской Федерации.

## Публикации
Автор более 60 публикаций и учебников, в том числе:
- Пивовар А. Г., Лобачева Е. Н., Волгин Н. А., Осипов В. И., Одегова Ю. Г. Экономика. — Издательство: Экзамен, 2003. — ISBN 5-94692-214-9. ISBN 978-5-94692-214-2.
- Лобачёва Е. Н. Научно-технический прогресс: Учебное пособие. — Изд-во: Экзамен, 2004. — ISBN 5-94692-899-6.
- Лобачёва Е. Н., Камаев В. Д., Камаев В. Д., Борисовская Т. А., Ильчиков М. З., Камаева В. Д. Экономическая теория. — Серия: «Учебник для вузов». — Изд-во Юрайт, 2004.
- Лобачёва Е. Н., Бычков В. П. Экономика. — 2-е изд. — Изд-во: Экзамен, 2004. — ISBN 5-94692-878-3.
- Экономика инновационной деятельности наукоемких предприятий. — Изд-во: МГТУ им. Н. Э. Баумана, 2007. — ISBN 978-5-7038-3077-2. — Тираж: 1500 экз.
- Бычков В. П., Лобачёва Е. Н., Алексейчук Н. Е. Экономическая теория. — Изд-во: Высшее образование, 2008. — ISBN 978-5-9692-0213-9. — Тираж: 3000 экз.
- Лобачёва Е. Н., Камаев В. Д. Экономическая теория. — Юрайт, 2006. — ISBN 5-94879-393-1. — Тираж: 4000 экз.

- Изд. 2-е, перераб., доп. — Изд-во: Высшее образование, 2008. — ISBN 5-9692-0213-4, ISBN 5-9692-0406-4, ISBN 978-5-9692-0213-9, ISBN 978-5-9692-0406-5. — Тираж: 2000 экз.

- Экономическая теория. / Под ред. Е. Н. Лобачёвой. — 2009. — ISBN 978-5-9692-0406-5. — Тираж: 2000 экз.
- Страхи Иволгина : роман: / Лобачева, Елена Николаевна, Автор ; Спиридонова, Лариса, Редактор; Калныньш, Валерий Янович, Художник. — Москва [Россия] : Время, 2019. — 124, [4] с.; 18 см. — (Самое время!) . — На основании спецификации к договору № 77 от 2019 г.-: 16+ (Знак информационной продукции согласно Федеральному закону ФЗ-№ 436 от 29.12.2010 г.).- 500 экземпляров . — ISBN 978-5-969118-43-0[1]